# Canton de Langeac
Le canton de Langeac est une ancienne division administrative française, située dans le département de la Haute-Loire en région Auvergne.

## Composition
Le canton de Langeac groupait onze communes :
| Nom                     | Code Insee | Intercommunalité            | Population (dernière pop. légale) |
| ----------------------- | ---------- | --------------------------- | --------------------------------- |
| Langeac (chef-lieu)     | 43112      | CC des Rives du Haut Allier | 3 758 (2014)                      |
| Chanteuges              | 43056      | CC des Rives du Haut Allier | 462 (2014)                        |
| Charraix                | 43060      | CC des Rives du Haut Allier | 89 (2014)                         |
| Mazeyrat-d'Allier       | 43132      | CC des Rives du Haut Allier | 1 520 (2014)                      |
| Pébrac                  | 43149      | CC des Rives du Haut Allier | 119 (2014)                        |
| Prades                  | 43155      | CC des Rives du Haut Allier | 67 (2014)                         |
| Saint-Arcons-d'Allier   | 43167      | CC des Rives du Haut Allier | 207 (2014)                        |
| Saint-Bérain            | 43171      | CC des Rives du Haut Allier | 80 (2014)                         |
| Saint-Julien-des-Chazes | 43202      | CC des Rives du Haut Allier | 70 (2014)                         |
| Siaugues-Sainte-Marie   | 43239      | CC des Rives du Haut Allier | 806 (2014)                        |
| Vissac-Auteyrac         | 43013      | CC des Rives du Haut Allier | 338 (2014)                        |

## Histoire
Le canton a été supprimé en mars 2015 à la suite du redécoupage des cantons du département et les onze communes sont réparties dans deux nouveaux cantons :
- le canton de Gorges de l'Allier-Gévaudan : Chanteuges, Charraix, Langeac (bureau centralisateur), Pébrac, Prades, Saint-Arcons-d'Allier, Saint-Bérain, Saint-Julien-des-Chazes et Siaugues-Sainte-Marie ;
- le canton du Pays de Lafayette : Mazeyrat-d'Allier (bureau centralisateur) et Vissac-Auteyrac.

## Représentation

### Conseillers généraux de 1833 à 2015
| Période           | Identité                                         | Parti                | Qualité |
| ----------------- | ------------------------------------------------ | -------------------- | --- |
| 1833-1842         | Maxime Hippolyte Tuja d'Olivier père (1792-1852) |                      | Ancien capitaine de la Garde royale Médecin, ancien maire de Langeac                                                            |
| 1842-1870         | Victor Pissis (1792-1876)                        |                      | Propriétaire Ancien juge de paix, adjoint au Maire de Langeac                                                                   |
| 1870-1877         | Augustin Paul Charles                            | Droite               | Notaire à Langeac |
| 1877-1883         | Clément Allemand                                 | Républicain          | Avoué à Brioude, Sénateur (1891-1900)                                                                                           |
| 1883-1891         | Marie Jean Aldric Truchet                        | Républicain          | Notaire à Siaugues-Saint-Romain                                                                                                 |
| 1891-1904         | Claude Touzet                                    | Républicain          | Délégué cantonal, Langeac |
| 1904-1911 (décès) | André Olivier                                    |                      | Expert-géomètre, boulanger, maire de Langeac                                                                                    |
| 1911-1925         | Auguste Foulhy                                   | RG                   | Proprîétaire agricole et expert-géomètre Sénateur (1920-1924) Maire de Chanteuges                                               |
| 1925-1925 (décès) | Alexandre Bertrand                               | Rad.                 | Premier adjoint au maire de Langeac, greffier de la justice de paix, conseiller d'arrondissement                                |
| 1925-1931         | Jean Régis Cornaire                              | Rad.                 | Directeur d'école publique à Saint-Didier-en-Velay retraité Ancien conseiller municipal de Langeac, conseiller d'arrondissement |
| 1931-1940         | Jean Barthélemy Roudil                           | Défense paysanne PDP | Nommé conseiller départemental en 1942                                                                                          |
|                   |                                                  |                      | |
| 1945-1951         | Jean Nomblot (1880-1956)                         | SFIO                 | Ancien mineur Maire de Prades                                                                                                   |
| 1951-1976         | Joseph Durand                                    | RI                   | Notaire, maire de Langeac |
| 1976-1994         | Guy Vissac                                       | RPR                  | Négociant - Conseiller régional Maire de Langeac (1983-2008)                                                                    |
| 1994-2001         | Michel Merle                                     | RPR                  | Chef d'entreprise à Langeac |
| 2001-2008         | Pierre Bernardon                                 | DVG                  | Cadre administratif à la Direction départementale de La Poste, maire de Vissac-Auteyrac                                         |
| 2008-2015         | Guy Vissac                                       | UMP                  | Ancien sénateur (1998-2001) Vice-président du conseil général                                                                   |

### Conseillers d'arrondissement (de 1833 à 1940)
Le canton de Langeac avait deux conseiller d'arrondissement.
| Période                                  | Période           | Identité                          | Étiquette | Qualité |
| ---------------------------------------- | ----------------- | --------------------------------- | --------- | --- |
| 1833                                     | 1833 (annulation) | Louis-Charles Chauchat-Tixier     |           | Notaire public à Langeac                                                                                    |
|                                          |                   |                                   |           | |
| 1907                                     | 1925              | Alexandre Bertrand                | Rad.      | Greffier de la justice de paix, adjoint au maire de Langeac                                                 |
| 1919                                     | 1925              | Jean-Régis Cornaire               | Rad.      | Directeur d'école publique, propriétaire à Langeac                                                          |
|                                          |                   |                                   |           | |
| 1928                                     | 1934              | Olivier Jury                      |           | Industriel, maire de Langeac                                                                                |
| 1931                                     | 1940              | Martin Gustave Bouche (1880-1950) | PDP       | Médecin à Langeac                                                                                           |
| 1940                                     |                   |                                   |           | Les conseils d'arrondissement ont été suspendus par la loi du 12 octobre 1940 et n'ont jamais été réactivés |
| Les données manquantes sont à compléter. |                   |                                   |           | |

## Démographie
| 1962  | 1968  | 1975  | 1982  | 1990  | 1999  | 2006  | 2011  | 2012  |
| ----- | ----- | ----- | ----- | ----- | ----- | ----- | ----- | ----- |
| 9 433 | 9 158 | 8 701 | 8 306 | 7 581 | 7 429 | 7 584 | 7 730 | 7 653 |